# Jesper Bæhrenz
Jesper Bæhrenz (født 8. september 1965) er en dansk radiovært, tv-vært og producer. Han fik et gennembrud omkring årtusindeskiftet som vært for de populære P3 radioshows »Strax«, »Med et Z«, »Højtryk« og »Z-UP 2000«. På tv har han bl.a. været vært i quiz'en »Stjernetegn«.

## Ungdom og tidlig radiokarriere
Jesper Bæhrenz er født i Herning og blev student fra Herning Gymnasium i 1985. I 1983 var han som 18-årig med til opstarten af dansk lokalradio idet lokalradioen Radio Herning hentede ham ind sammen med fire andre unge, der fik et kvarter hver uge til at fortælle om en bestemt musikgenre. Han brugte snart al sin tid udenfor sine gymnasie- og HH-studier på at producere radio.  
Da Glenn Lau Rentius i 1986 startede Radio Uptown blev Jesper Bæhrenz som 22-årig hentet til København for at være morgenvært og musikchef. Bæhrendt fik senere ansættelser på lokal-tv-stationen Kanal København, samt musikbladet MIX som journalist, hvor han arbejdede fra 1988 til 1989. 

## DR
Jesper Bæhrenz deltog første gang P3 i 1988 på aftenprogrammet ”7'eren”, hvor han kørte parløb med Kim Schumacher på en DJ-del i programmet. Samme parløb fortsatte på ”Studie 89” hvor Schumacher og Bæhrenz skiftedes til at være vært på det ugentlig plade nyhedsprogram.  Bæhrenz blev involveret i flere projekter på P3, specielt i weekenden hvor han var vært på bl.a. ”Hit På Hit”, ”Sport På 3’eren” og ”Ring et nummer og han var ophavsmand til bl.a. P3’s ”Kronsj”.
Udover radio kom han også med på holdet bag TV3s ’Knald eller Fald’, der dengang havde Anders Frandsen som vært. Året efter vandt Frandsen Dansk Melodi Grand Prix, hvilket førte til at han skulle være vært ved Dansk Melodi Grand Prix i 1992. Jesper Bæhrenz fulgte med som rapporter og tilrettelægger på hhv. Dansk Melodi Grand Prix og det danske opvarmningsshow til det Internationale Melodi Grand Prix.

## Strax
Efter at have været vært og producer på række enkeltstående tv-programmer, herunder portrætter af bands som Cut'N'Move og U2, samt fast rapporter på ”3773-Hitservice”, blev Jesper Bæhrenz fast vært på bl.a. ”Go’morgen P3” og ”Maskinen”, hvilket førte til opgaver som vært på weekend-programmet ”Varm Weekend” og formiddagsprogrammet ”Strax”. ”Strax” havde mere end 600.000 lyttere og med sin deltagelse i dette radioshow blev Jesper Bæhrenz en kendt stemme i Danmark. 
I 1994-96 var Bæhrendt vært ved Danmarks Radios nytårsshows fra 1994-1996 og han spillede sig selv som radiostemme i filmene Ernst og Lyset (1996) og Den attende (1996). 
Bæhrenz tog springet tilbage til tv med quizprogrammet ”Stjernetegn”, som han var vært for i 150 episoder, i perioden fra 1996-1997. 

## Med Et Z
Jesper Bæhrenz fik i 1997 sit eget radioshow på P3,”Med et Z”, der blev afviklet hver lørdag formiddag. Programmet var et underholdningsprogram i talkshowgenren, med publikum i studiet, gæster og en række aktiviteter, der tilsammen var med til at bygge programmets livestemning op. For eksempel blev musiknavnene i udsendelsen bedt om at male billeder – og nogle gange også beklædningsgenstande – som så bortauktioneredes til AIDS-fondet. I alt indbragte auktionerne over en million kroner til fondet. Kendte udenlandske musikere spillede ofte live i udsendelsen, blandt andre Lenny Kravitz, The Corrs, Sinead O'Connor, Andrew Strong og Genesis. Derudover optrådte også danske musiknavne live i radioshowet lige fra Thomas Helmig, Kim Larsen, Østkyst Hustlers, Sort Sol, Aqua til TV-2. Radioshowet blev en succes med over 800.000 lyttere hver lørdag formiddag frem til 1998.

## Tæskeholdet
I foråret 1997, samtidig med at ”Med et Z” afvikledes om lørdagen, var Jesper Bæhrenz medproducer på det crazy-kaotiske live-program Tæskeholdet, der med lyttertal over 600.000 kørte hver fredag formiddag på P3 med standup-komikeren Casper Christensen i centrum, omgivet af andre nøglepersoner fra datidens danske standup-scene, såsom Jan Gintberg, Mads Vangsø og Søren Søndergaard. 
I 1998 var Bæhrenz med på holdet bag tv-udsendelsen ’Jagten På Sandheden’ med komikerne Timm og Gordon og i 1999 var Bæhrenz vært på sommerprogrammet ”Højtryk” i 1999, hvor han rejste ud i sommerlandet og producerede radio med lokalt islæt. Programmet blev gentaget i 2001.
Nytårsaftensdag/nytårsaften 1999/2000 ledte Jesper Bæhrenz sammen med Natasja Crone Danmark ind i det nye årtusinde, da de sammen i programmet ”Studie 2000” var værter for 11 timers liveudsendelse på DR. Programmet startede kl. 15 og sluttede først klokken to om natten, og dele af programmet blev sendt ud til hele verden i et stort, internationalt tv-samarbejde.

## VIP
I 2000 fik Bæhrenz sit eget tv-show, ”VIP” på tv-stationen TvDanmark. Programmet blev markedsført i stor stil, men det blev ikke til den forventede succes. 
Bæhrenz vendte derefter tilbage til P3, hvor han tog ”Med et Z”-konceptet ud på en stor, landsdækkende turné under navnet ”Z-Up 2000”.
Jesper Bæhrenz stod bag en ny tv-produktion, da han i 2004 var executive producer og tilrettelægger på ”Knock-Out”, et talkshow/interviewprogram, baseret på det engelske koncept ”Room 101”. Mette Lisby var vært for udsendelsen.

## Privat
I 2001 giftede Bæhrendt sig i Den Danske Sømandskirke i Singapore med stand-up komikeren Mette Lisby. Parret bosatte sig i 2004 i London, men rykkede i 2009 videre til Los Angeles i Californien, hvor de drev deres firma VIVE Productions, som udviklede tv-koncepter, bl.a. comedy-programmer og producerede satire-brætspil. I 2022 vendte parret tilbage til Danmark.

## Eksterne links
- Jesper Bæhrenz på Internet Movie Database (engelsk)
- Jesper Bæhrenz på Filmdatabasen
- Jesper Bæhrenz på danskefilm.dk
- Jesper Bæhrenz på danskfilmogtv.dk